# أكادير (معمار)

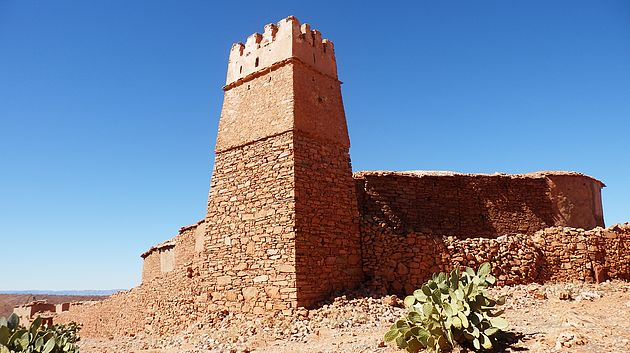

إيكودار (بالأمازيغية:  ⵉⴳⵓⴷⴰⵕ), (جمع أكادير) هي مخازن جماعية تتميز بها قرى منطقة سوس والأطلس الصغير في جنوب المغرب. تتوفر كل قرية على «أكادير» واحد يستفيد منه جميع السكان.
وتعتبر إيكودار من أهم مكونات التراث المادي الأمازيغي، فهي تجسد النظام السوسيواقتصادي والحياة الجماعية المميزين لهذه المناطق، كما تتميز بعمارة متفردة.

## أصل التسمية
أكادير كلمة أمازيغية، تعني «السور» أو «الحصن» ويرجع اختيار هذه التسمية إلى الحماية التي يوفرها المخزن الجماعي لممتلكات السكان.

## التصميم المعماري
يكون أكادير غالباً مبنى حجرياً مستطيلا، يتوسطه ممر طويل غير مُسقّف. ويكون أحياناً دائرياً تتوسطه ساحة.
يتكون أكادير من عدة طوابق، ويشمل كل طابق مجموعة من الحجرات متقاربة الحجم، لكل حجرة باب خشبي وقفل خاص، يكون بحوزة الأسرة المالكة للحجرة، ويتم الصعود لكل حجرة عبر سلم حجري خاص بها.
ويقع أكادير في منطقة مرتفعة من القرية، على قمة جبل أو هضبة، وذلك لتعزيز الحماية.

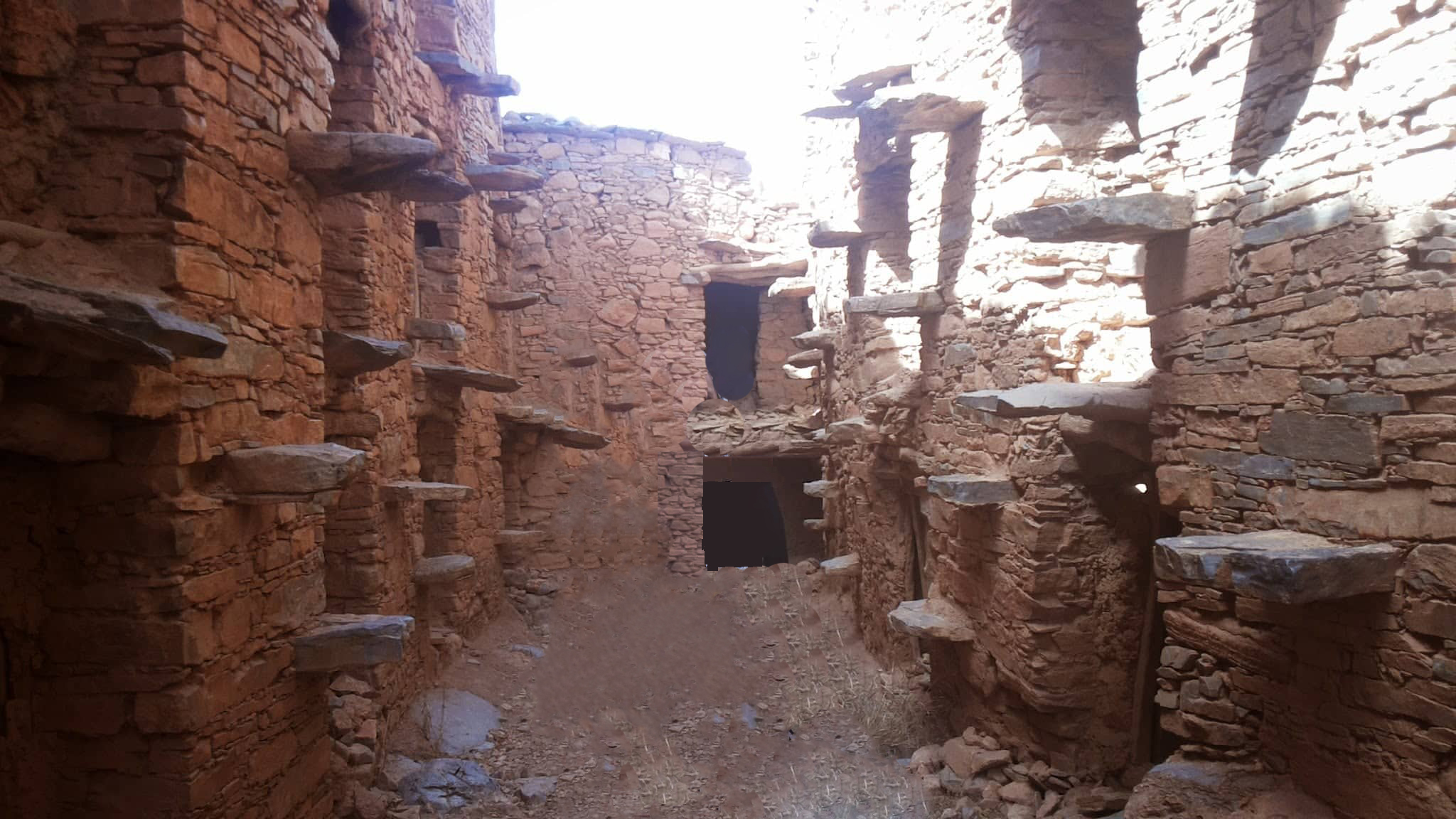
صورة لأكادير قرية إيمشكيكيلن قبل ترميمه، تظهر الحجرات المتراصة بالإضافة إلى السلالم الحجرية المؤدية إليها

## مواطن أخرى
تتميز مناطق أمازيغية أخرى بوجود إيكودار، مثل منطقة الأوراس في الجزائر، وبعض مناطق الجنوب التونسي، ليبيا، جزر الكناري، مصر، النيجر ومالي.